# Karl Heinz Achinger
Karl Heinz Achinger (* 23. April 1942 in Garmisch-Partenkirchen; † 28. Juli 2020 in Hechendorf am Pilsensee) war ein deutscher Industriemanager.

## Ausbildung
Nach dem Besuch der Wirtschaftsoberschule in Augsburg studierte Karl Heinz Achinger an der TH München (1963–1964) und an der Universität München Betriebswirtschaft. 1969 beendete er sein Studium mit dem Abschluss als Diplom-Kaufmann.

## Berufliche Laufbahn
Karl Heinz Achinger begann seine Karriere 1970 bei der Motoren- und Turbinenunion (MTU) in München als betriebswirtschaftlicher Sachbearbeiter. 1973 wurde er Abteilungsleiter, 1977 stieg er zum Hauptabteilungsleiter Betriebliches Rechnungswesen auf. Im Jahr 1981 wurde er zum Direktor ernannt, 1983 erhielt er Prokura bei der MTU München und Friedrichshafen. Von 1984 bis 1988 war Achinger zusätzlich Geschäftsführer der MTU Informationssysteme GmbH.
Nach einer Station als Vorstand der Firma Kolbenschmidt für Finanzen, Controlling und Informationsverarbeitung wechselte er Ende 1989 zur Daimler-Benz AG. Dort wurde er als Direktor mit dem Projekt „Systemhaus“ betraut, das die Datenverarbeitungs- und Softwareaktivitäten des Konzerns bündeln sollte. Anfang 1990 wurde Achinger Vorsitzender der Geschäftsführung der Daimler-Benz Informationssysteme GmbH (debis Systemhaus GmbH) und Vorstandsmitglied der Daimler-Benz Interservices (debis AG). 1999 war die debis Systemhaus GmbH in 22 Ländern tätig und der Umsatz betrug 2,94 Mrd. Euro. Die Zahl der Mitarbeiter wurde mit mehr als 17.000 angegeben. Den Großteil des Umsatzes machte das Unternehmen damals mit Kunden außerhalb des Daimler-Chrysler-Konzerns.
Im Jahr 2000 gründeten die DaimlerChrysler Services (debis) und die Deutsche Telekom AG das Joint Venture T-Systems. Karl-Heinz Achinger wurde Leiter des neuen Unternehmens, an dem die Telekom anfangs einen Anteil von 50,1 Prozent hielt. T-Systems hatte damals 40.000 Mitarbeiter und war mit einem Umsatz von 20 Milliarden DM das zweitgrößte Systemhaus in Europa.
Nach Meinungsverschiedenheiten über die strategische Ausrichtung des Unternehmens schied Karl Heinz Achinger aus dem Vorstand des Unternehmens aus. Im Jahr 2002 wurde Karl Heinz Achinger in den Aufsichtsrat der Darmstädter Software AG berufen. Von Dezember 2002 bis Juli 2003 führte er das Unternehmen als Interims-Vorstandschef, anschließend wechselte er zurück in den Aufsichtsrat. Außerdem war Karl Heinz Achinger unter anderem Aufsichtsrat bei den Unternehmen Heyde AG, Magix AG, Debitel AG, RWE Systems AG, USU AG und der Tiscon AG.
Karl-Heinz Achinger war verheiratet und hatte zwei Töchter. Er starb nach langer Krankheit am 28. Juli 2020.